# Mauro Méndez
Mauro Andrés Méndez Acosta, noto semplicemente come Mauro Méndez (Salto, 17 gennaio 1999), è un calciatore uruguaiano, attaccante dell'Estudiantes (LP).

## Carriera
Cresciuto nel settore giovanile del Montevideo Wanderers ha debuttato in prima squadra il 2 giugno 2019 disputando l'incontro di Primera División Profesional perso 3-0 contro il Cerro.
Il 28 luglio 2022 viene acquistato dall'Estudiantes (LP) per la cifra di 1.700.000 dollari, che ne acquisisce il 70% del suo cartellino, firmando un contratto fino a giugno 2025.

## Statistiche

### Presenze e reti nei club
Statistiche aggiornate al 5 aprile 2025.
| Stagione                    | Squadra                     | Campionato                  | Campionato | Campionato | Coppe nazionali | Coppe nazionali | Coppe nazionali | Coppe continentali | Coppe continentali | Coppe continentali | Altre coppe | Altre coppe | Altre coppe | Totale | Totale | Totale |
| Stagione                    | Squadra                     | Comp                        | Pres       | Reti       | Comp            | Pres            | Reti            | Comp               | Pres               | Reti               | Comp        | Pres        | Reti        | Pres   | Reti   |        |
| --------------------------- | --------------------------- | --------------------------- | ---------- | ---------- | --------------- | --------------- | --------------- | ------------------ | ------------------ | ------------------ | ----------- | ----------- | ----------- | ------ | ------ | ------ |
| 2019                        | Montevideo Wanderers        | PD                          | 14         | 1          | -               | -               | -               | CS                 | 1                  | 0                  | -           | -           | -           | 15     | 1      |        |
| 2020                        | Montevideo Wanderers        | PD                          | 30         | 7          | -               | -               | -               | -                  | -                  | -                  | -           | -           | -           | 30     | 7      |        |
| 2021                        | Montevideo Wanderers        | PD                          | 22         | 4          | -               | -               | -               | CL                 | 2                  | 0                  | SU          | 1           | 0           | 25     | 4      |        |
| gen.-lug. 2022              | Montevideo Wanderers        | PD                          | 20         | 11         | -               | -               | -               | CS                 | 8                  | 4                  | -           | -           | -           | 28     | 15     |        |
| Totale Montevideo Wanderers | Totale Montevideo Wanderers | Totale Montevideo Wanderers | 86         | 23         |                 | -               | -               |                    | 11                 | 4                  |             | 1           | 0           | 98     | 27     |        |
| lug.-dic. 2022              | Estudiantes (LP)            | PD                          | 13         | 0          | CA+CdL          | -               | -               | CL                 | 2                  | 0                  | -           | -           | -           | 15     | 0      |        |
| 2023                        | Estudiantes (LP)            | PD                          | 19         | 4          | CA+CdL          | 5+11            | 2+1             | CS                 | 9                  | 3                  | -           | -           | -           | 44     | 10     |        |
| 2024                        | Estudiantes (LP)            | PD                          | 4          | 1          | CA+CdL          | 1+11            | 2+3             | CL                 | 6                  | 1                  | SA+TC       | 0           | 0           | 22     | 7      |        |
| 2025                        | Estudiantes (LP)            | PD                          | 0          | 0          | CA              | -               | -               | CL                 | -                  | -                  | -           | -           | -           | 0      | 0      |        |
| Totale Estudiantes (LP)     | Totale Estudiantes (LP)     | Totale Estudiantes (LP)     | 36         | 5          |                 | 28              | 8               |                    | 17                 | 4                  |             | 0           | 0           | 81     | 17     |        |
| Totale carriera             | Totale carriera             | Totale carriera             | 122        | 28         |                 | 28              | 8               |                    | 28                 | 8                  |             | 1           | 0           | 179    | 44     |        |

## Palmarès

### Club

#### Competizioni nazionali
- Copa Argentina: 1

Estudiantes: 2023
- Copa de la Liga Profesional: 1

Estudiantes: 2024
- Trofeo de Campeones de la Liga Profesional: 1

Estudiantes: 2024

### Individuale
- Capocannoniere della Primera División: 1

Apertura 2022 (8 gol)